# Zakrzew (gmina, Mazovie)
Zakrzew est une gmina rurale (gmina wiejska) de la powiat de Radom, dans la Voïvodie de Mazovie, dans le centre-est de la Pologne.
Son siège administratif (chef-lieu) est le village de Zakrzew, qui se situe environ 11 kilomètres au nord-ouest de Radom (siège de la Powiat) et 88 kilomètres au sud de Varsovie (capitale de la Pologne).
La gmina couvre une superficie de 96,15 km2 pour une population de 11 189 habitants en 2006.

## Histoire
De 1975 à 1998, la gmina est attachée administrativement à la voïvodie de Radom.

Depuis 1999, elle fait partie de la voïvodie de Mazovie.

## Géographie
La gmina inclut les villages et localités de:

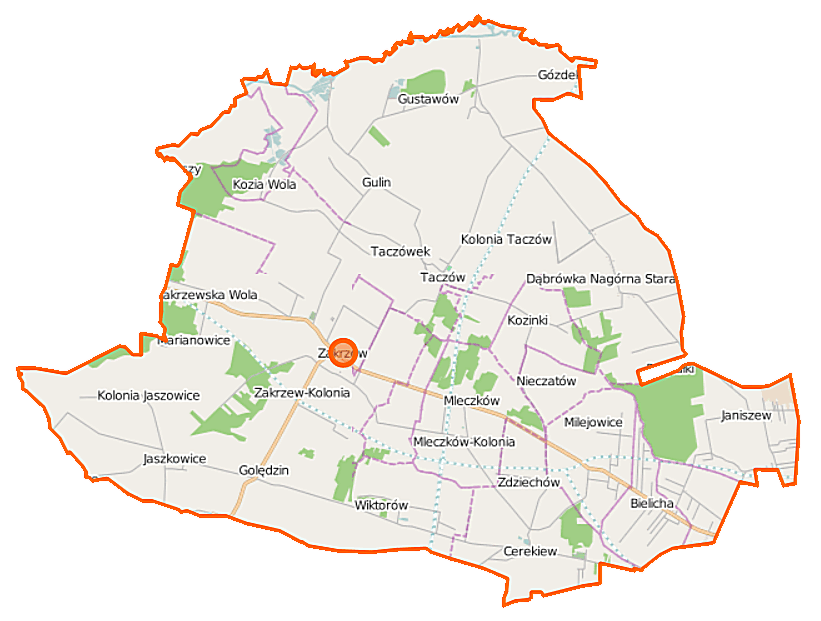
Plan de la gmina

- Bielicha
- Cerekiew
- Dąbrówka Nagórna-Wieś
- Dąbrówka Podłężna
- Golędzin
- Gózdek
- Gulin
- Gulinek
- Gustawów
- Janiszew
- Jaszowice
- Kozia Wola
- Kozinki
- Legęzów
- Milejowice
- Mleczków
- Natalin
- Nieczatów
- Podlesie Mleczkowskie
- Taczów
- Taczowskie Pieńki
- Wacyn
- Wola Taczowska
- Zakrzew
- Zakrzew-Kolonia
- Zakrzew-Las
- Zakrzewska Wola
- Zatopolice
- Zdziechów

### Gminy voisines
La gmina de Zakrzew est voisine de:

la ville de
- Radom

et les gminy de :
- Jedlińsk
- Przytyk
- Stara Błotnica
- Wolanów

## Structure du terrain
D'après les données de 2002, la superficie de la commune de Zakrzew est de 96,15 km2, répartis comme telle :
- terres agricoles : 86 %
- forêts : 8 %

La commune représente 6,29 % de la superficie du powiat.

## Démographie
Données du 31 décembre 2008:
| Description        | Total  | Total | Femmes | Femmes | Hommes | Hommes |
| ------------------ | ------ | ----- | ------ | ------ | ------ | ------ |
| Unité              | Nombre | %     | Nombre | %      | Nombre | %      |
| Population         | 12 365 | 100   | 5 824  | 50,1   | 5 776  | 50,1   |
| Densité (hab./km²) | 113,8  | 113,8 | 56,8   | 56,8   | 57,1   | 57,1   |